# Innokentij (Větrov)
Innokentij (světským jménem: Dmitrij Alexandrovič Větrov; * 8. září 1973, Tomsk) je ruský duchovní Ruské pravoslavné církve a biskup mariinský a jurginský.

## Život
Narodil se 8. září 1973 v Tomsku. Od dětství sloužil v chrámu svatých Petra a Pavla v rodném městě.
Vyučil se kuchařem. Navštěvoval večerní školu a roku 1991 nastoupil na Tobolský duchovní seminář. Roku 1992 přešel na Kurský duchovní seminář, který dokončil roku 1995.
Dne 7. dubna 1994 byl biskupem bělgorodským Ioannem (Popovem) postřižen na rjasofora se jménem Tichon na počest svatého patriarchy Tichona Moskevského a rukopoložen na hierodiakona. Vyučoval církevní slovanštinu a byl asistentem inspektora semináře.
Roku 1995 byl biskupem Tichonem rukopoložen na jeromonacha a stal se monachem v Korennaja pustyni. V monastýru sloužil jako blagočinný.
Po rozdělení kursko-bělgorodské eparchie vstoupil roku 1996 do kléru bělgorodské eparchie. Byl jmenován blagočinným chrámu svatého Innokentije Moskevského při Bělgorodském duchovním semináři, kde také vyučoval. Účastnil se misií v Jakutsku, Kalmycku a na Kamčatce.
Dne 5. ledna 1997 byl postřižen na monacha se jménem Innokentij na počest svatého Innokentije Moskevského.
V letech 1997–1999 studoval na Kyjevské duchovní akademii.
Od roku 2003 byl klerikem kemerovské eparchie. Stal se duchovním v chrámu Proměnění Páně v Novokuzněcku a přednášejícím v Novokuzněckém duchovním semináři. Roku 2004 byl jmenován prorektorem pedagogické činnosti semináře, který byl do roku 2005. Od roku 2006 sloužil jako představený chrámu svatého Mikuláše.
Dne 5. května 2005 byl povýšen na igumena.
Působil také jako člen eparchiálního soudu kemerovské eparchie a od roku 2011 jako zástupce předsedy soudu.
Dne 26. července 2012 jej Svatý synod zvolil biskupem mariinským a jurginským. O tři dny později byl povýšen na archimandritu.
Dne 31. července 2012 byl v chrámu Vladimirské ikony Matky Boží v patriarchální rezidenci v Čistom pereulke v Moskvě oficiálně jmenován biskupem a 21. srpna proběhla v chrámu Proměnění Páně Soloveckého monastýru. Světiteli byli patriarcha moskevský Kirill, metropolita saranský a mordovský Varsonofij (Sudakov), metropolita bělgorodský a starooskolský Ioann (Popov), metropolita archangelský a cholmogorský Daniil (Dorovskich), metropolita kemerovský a prokopěvský Aristarch (Smirnov), arcibiskup sergievo-posadský Feognost (Guzikov), biskup solněčnogorský Sergij (Čašin), biskup narjan-marský a mezenský Iakov (Tislenko) a biskup gubkinský a grajvoronský Sofronij (Kitajev).